# Colonne de la liberté (Québec)
Pour les articles homonymes, voir Colonne de la Liberté.

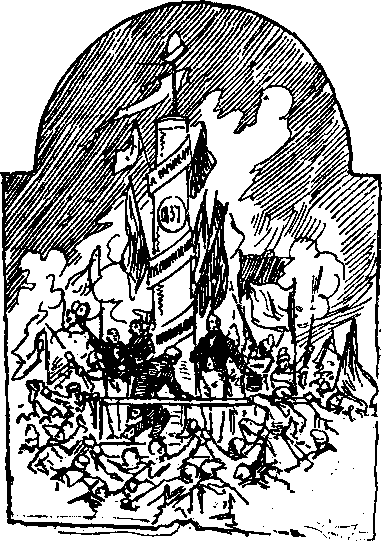
Illustration représentant la colonne pendant l'Assemblée des six-comtés, dessinée par Henri Julien pour The Montreal Star.

La Colonne de la liberté était un symbole du Mouvement des Patriotes érigé à Saint-Charles, au Bas-Canada (maintenant le Québec) le 23 octobre 1837. Son nom est identique à celui de Colonne de la liberté qui marqua l'histoire de la Révolution française[réf. souhaitée]. En 1982, grâce au Comité des Patriotes et du Ministère de la Culture du Québec, une réplique fut élevée à son emplacement original présumé et s'y trouve encore aujourd'hui.
Les 23 et 24 octobre 1837, des gens du Bas-Canada se rassemblèrent autour d'elle pour l'Assemblée des six-comtés avec elle portant l'inscription "À Papineau ses compatriotes reconnaissants", référant au chef patriote Louis-Joseph Papineau. Pendant la Rébellion du Bas-Canada de 1837, le 30 novembre, le Colonel George Augustus Wetherall et ses troupes arrachèrent la colonne de la terre après leur victoire de la Bataille de Saint-Charles et l'apportèrent à Montréal comme trophée de guerre, accompagnée de nombreux prisonniers.